# Horst Meinhardt

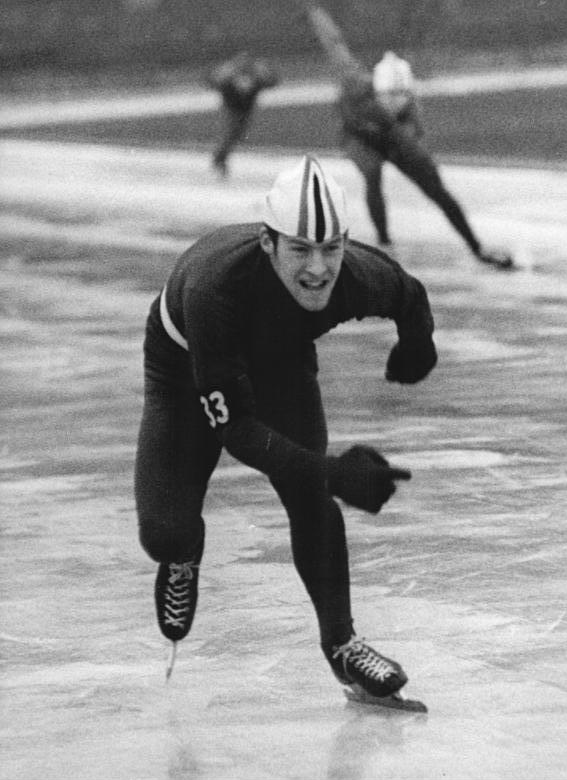
Horst Meinhardt im Jahr 1971

Horst Meinhardt (* 1948/1949 in Weißwasser) ist ein ehemaliger deutscher Eisschnellläufer.

## Laufbahn
Meinhardt gewann 1971 im Eisschnelllauf den Meistertitel der Deutschen Demokratischen Republik über die 500-Meter-Strecke, als er für den SC Dynamo Berlin startete. Eishockey spielte er beim SC Einheit Dresden. In beiden Sportarten, Eisschnelllauf und Eishockey (in Weißwasser), war er auch als Trainer tätig.
Von 1995 bis 1997 war er Athletiktrainer der Footballmannschaft der Dresden Monarchs und arbeitete auch in Frankfurt (Oder) an den konditionellen Fähigkeiten von Footballspielern, ab 1998 übte er dieses Amt bei den Hamburg Blue Devils aus, wo seinerzeit auch seine Söhne Rico und Toni spielten. Bei der Europameisterschaft 2000 war Meinhardt Mitglied des Trainerstabs der deutschen Nationalmannschaft und in diesem für die Athletik der Spieler zuständig. Er blieb bis 2005 Athletiktrainer der Blue Devils und übte diese Funktion später auch im Nachwuchsbereich der Hamburger aus. Hauptberuflich wurde er gemeinsam mit seinem Sohn Toni als Geschäftsführer einer Zeitarbeitsfirma in Pinneberg.